# Szteuniadülő
Szteuniadülő (románul: Pădurea) falu Romániában, Maros megyében.

## Története
Mezősályi község része. A trianoni békeszerződésig Maros-Torda vármegye Marosludasi járásához tartozott.

## Népessége
2002-ben 130 lakosa volt, ebből 129 román és 1 magyar nemzetiségű.

## Vallások
A falu lakói közül 101-en ortodox hitűek.